# Петр, Вячеслав Иванович
Вячеслав Иванович Петр (чеш. Václav Petr; 17 февраля 1848, Опочно — 5 апреля 1923, Брно) — русский филолог-классик, педагог и теоретик музыки чешского происхождения. Один из первых в России исследователей древнегреческой музыки и музыкальной науки.

## Очерк биографии и творчества
Родился в семье сельского учителя музыки. В 1869 окончил классическую гимназию в Градец-Кралове. В 1869-72 учился в Пражском университете по 3 специальностям: классическая, славянская и сравнительная филология. В 1872 продолжил образование в Санкт-Петербургском университете, где в 1873 получил диплом учителя древних языков с правами кандидата. С 1872 постоянно жил в России. В 1873-82 преподавал классические языки в гимназиях Киева и Одессы. В 1882 защитил диссертацию по классической филологии в Университете Св. Владимира в Киеве. В 1883-85 занимал руководящие должности в Каменец-Подольской и Киево-Печерской (5-й) гимназиях. С 1885 также — приват-доцент киевского Университета Св. Владимира. В 1904 в Киеве основал собственную классическую (8-ю мужскую) гимназию, где также преподавал. В 1908–17 профессор Историко-филологического института в Нежине, в 1918–20 — Украинского института в Каменец-Подольском. В 1921 вернулся на родину.
Автор ряда статей по классической филологии и античной музыке (в киевских «Университетских известиях», в Русской музыкальной газете, в Журнале Министерства народного просвещения и др.), В. Петр прославился фундаментальной монографией «О составах, строях и ладах в древнегреческой музыке» (1901), первым трудом такого рода на русском языке. Книга В. Петра сохраняла в России значение основного справочного и научного источника по античной музыкальной культуре вплоть до последней трети XX века. Кроме того, В. Петр — автор полемической монографии «О мелодическом складе арийской песни» (1899).

## Сочинения (выборка)
- Элементы античной армоники // Русская музыкальная газета 1896, № 10.
- О пифагоровой гармонии сфер // Русская музыкальная газета 1896, № 10 (?)
- Вновь открытые памятники греческой музыки // Русская музыкальная газета 1896, № 10 (?)
- О мелодическом складе арийской песни. Историко-сравнительный опыт. СПб.: Столичная скоропечатня, 1899.
- О составах, строях и ладах в древнегреческой музыке Архивная копия от 6 августа 2016 на Wayback Machine. Киев: Типография Университета св. Владимира, 1901.
- Язык и пение. Лингвистико-музыкальное исследование (1906).